# Одређивање група за Светско првенство у фудбалу за жене 2023.
Жреб за Светско првенство у фудбалу за жене 2023. одржан је у Аотеа центру у Окланду, Нови Зеланд 22. октобра 2022. године. Њиме су одређене групне фазе за 32 квалификоване такмичарске екипе на Светском првенству за жене које се одржава у Аустралији и Новом Зеланду. Тимови су били подељени у четири шешира од по осам екипа, по један тим је изабран из сваког шешира да формира групу.
Ко-домаћини Нови Зеланд и Аустралија аутоматски су стављени на позиције А1 и Б1, у први шешир, која је такође садржала шест најбоље рангираних тимова на основу ФИФА Светске ранг листе за жене из октобра 2022. Следећих осам најбоље рангираних тимова стављено је у други шешир, док је следећих осам најбоље рангираних распоређено у трећи шешир. У четврти шешир је стављено пет најниже рангираних тимова на турниру, заједно са три места за победнике  међуконфедерацијског плеј-офа.
Секвенце жребања почеле су са првим шеширом и завршиле са шеширом број четири.

## Укључено особље
Извлачењу је присуствовало 800 званица, међу којима су председник ФИФА Ђани Инфантино, генерална секретарка ФИФА Фатма Самоура, премијерка Џасинда Ардерн и савезна министарка спорта Аустралије Аника Велс. Присуствовали су представници свих 29 квалификованих екипа, као и представници 10 преосталих плеј-оф тимова.
Жреб су водиле Карли Лојд и Аманда Дејвис, уз асистенцију Маје Џекман (Нови Зеланд), Џули Долан (Аустралија), Зои Садовски-Синот (Нови Зеланд), Кејт Кембел (Аустралија), Гереми (Камерун), Алекси Лалас (САД), Жилберто Силва (Бразил) и Ијан Рајт (Енглеска).

## Носиоци
Тимови су постављени на основу октобарске 2022. ФИФА−ине Светске ранг листе женских репрезентација (приказано у заградама).
| Шешир 1 | Шешир 2 | Шешир 3 | Шешир 4 |
| --- | --- | --- | --- |
| Нови Зеланд (22) (Д) · Аустралија (13) (Д) · Сједињене Државе (1) · Шведска (2) · Немачка (3) · Енглеска (4) · Француска (5) · Шпанија (6) | Канада (7) · Холандија (8) · Бразил (9) · Јапан (11) · Норвешка (12) · Италија (14) · Кина (15) · Јужна Кореја (17) | Данска (18) · Швајцарска (21) · Република Ирска (24) · Колумбија (27) · Аргентина (29) · Вијетнам (34) · Костарика (37) · Јамајка (43) | Нигерија (45) · Филипини (53) · Јужна Африка (54) · Мароко (76) · Замбија (81) · Португалија (23) · Хаити (56) · Панама (57) |

Белешка
- Д : Домаћин

## Финални жреб
Осам група је формирано насумично и изабрано је по један тим из сваке од четири шешира. Два тима из исте конфедерације не могу бити извучена у исту групу, са изузетком Европе, где највише две екипе могу бити у истој групи. Ко-домаћини Нови Зеланд и Аустралија били су једини носиоци који су били унапред одређени, а тимови су били на позицијама А1 и Б1.
| Група А          | Група Б         | Група Ц      | Група Д      |
| ---------------- | --------------- | ------------ | ------------ |
| Нови Зеланд      | Аустралија      | Шпанија      | Енглеска     |
| Норвешка         | Република Ирска | Костарика    | Хаити        |
| Филипини         | Нигерија        | Замбија      | Данска       |
| Швајцарска       | Канада          | Јапан        | Кина         |
| Група Е          | Група Ф         | Група Г      | Група Х      |
| Сједињене Државе | Француска       | Шведска      | Немачка      |
| Вијетнам         | Јамајка         | Јужна Африка | Мароко       |
| Холандија        | Бразил          | Италија      | Колумбија    |
| Португалија      | Панама          | Аргентина    | Јужна Кореја |

## Белешке
1. ↑  Група А плеј-офа победник, екипа није била одређена у тренутку жребања.
2. ↑  Група Б плеј-офа победник, екипа није била одређена у тренутку жребања.
3. ↑  Група Ц плеј-офа победник, екипа није била одређена у тренутку жребања.